# Miraš Dedeić
Miguel (em montenegrino: Михаило, translit.: Mihailo) (nascido: Miraš Dedeić, em montenegrino: Мираш Дедеич, 8 de novembro de 1938, Aldeia de Ramovo Ždrijelo, Zeta, Reino da Iugoslávia) é o atual Primaz da Igreja Ortodoxa de Montenegro, entronizado em sua Cátedra episcopal (na cidade de Cetinje), no ano de 1998. Ele ostenta o título de Arcebispo de Cetinje e Metropolita de Montenegro.

## Biografia
Miguel nasceu em 8 de novembro de 1938, na aldeia de Ramovo Ždrijelo, Zeta, no antigo Reino da Iugoslávia, e foi registrado com o nome de Miras Dedeic. Foi batizado dentro da Igreja Sérvia em 20 de Novembro de 1938, na capela da Transfiguração do Senhor. Sua família pertence ao clã Drobnjak, os quais se trasladaram a Dobrilovina no século XVI.[carece de fontes?]
Graduou-se na Faculdade de Teologia de Belgrado em 1969. Completou seus estudos de pós-graduação no Pontifício Instituto Oriental de Roma em 1973 e depois frequentou estudos de pós-graduação na Academia Teológica Russa de São Sérgio em Zagorsk.
Depois de terminar seus estudos, trabalhou nos arquivos estatais da RSF da Iugoslávia, União Soviética e Itália na representação romana do Patriarcado de Constantinopla e mais tarde serviu como sacerdote do Patriarcado de Constantinopla. Seu serviço no Patriarcado de Constantinopla terminou em 1997, quando o Patriarca Bartolomeu deu uma declaração dizendo que Dedeić havia sido demitido por ofensas canônicas, que seu posto sacerdotal havia sido revogado e que ele havia sido reintegrado como leigo.
Em 6 de janeiro de 1997, em Cetinje, foi proposto e eleito Primaz da Igreja Ortodoxa Montenegrina. Em 31 de outubro de 1998, em Cetinje, foi entronizado como Metropolita da Igreja Ortodoxa Montenegrina.

### Ativismo
Miguel é um hierarca que sempre esteve muito vinculado à causa da restauração da Independência de Montenegro, sendo reconhecido inclusive no âmbito secular por promover os direitos humanos das minorias religiosas e étnicas dentro de Montenegro.[carece de fontes?]
Atualmente, este hierarca ortodoxo reclama para a Igreja de Montenegro a propriedade de mais de 600 templos que estavam, antes da dissolução da Igreja Ortodoxa Montenegrina em 1920, sob o cuidado da mesma e que agora se encontram nas mãos do Patriarcado Sérvio como consequência política da perda da independência do antigo Reino de Montenegro em 19 de novembro de 1918. Por isso, desde o restabelecimento da independência de Montenegro em 2006, o tema entre ambas as Igrejas Ortodoxas tornou-se um tema constante na República de Montenegro, posto que extrapola a simples posse dos templos, mas, sim, possui relação direta com a identidade histórica nacional de todo um país.